# Evangelische Kirche (Bad Driburg)

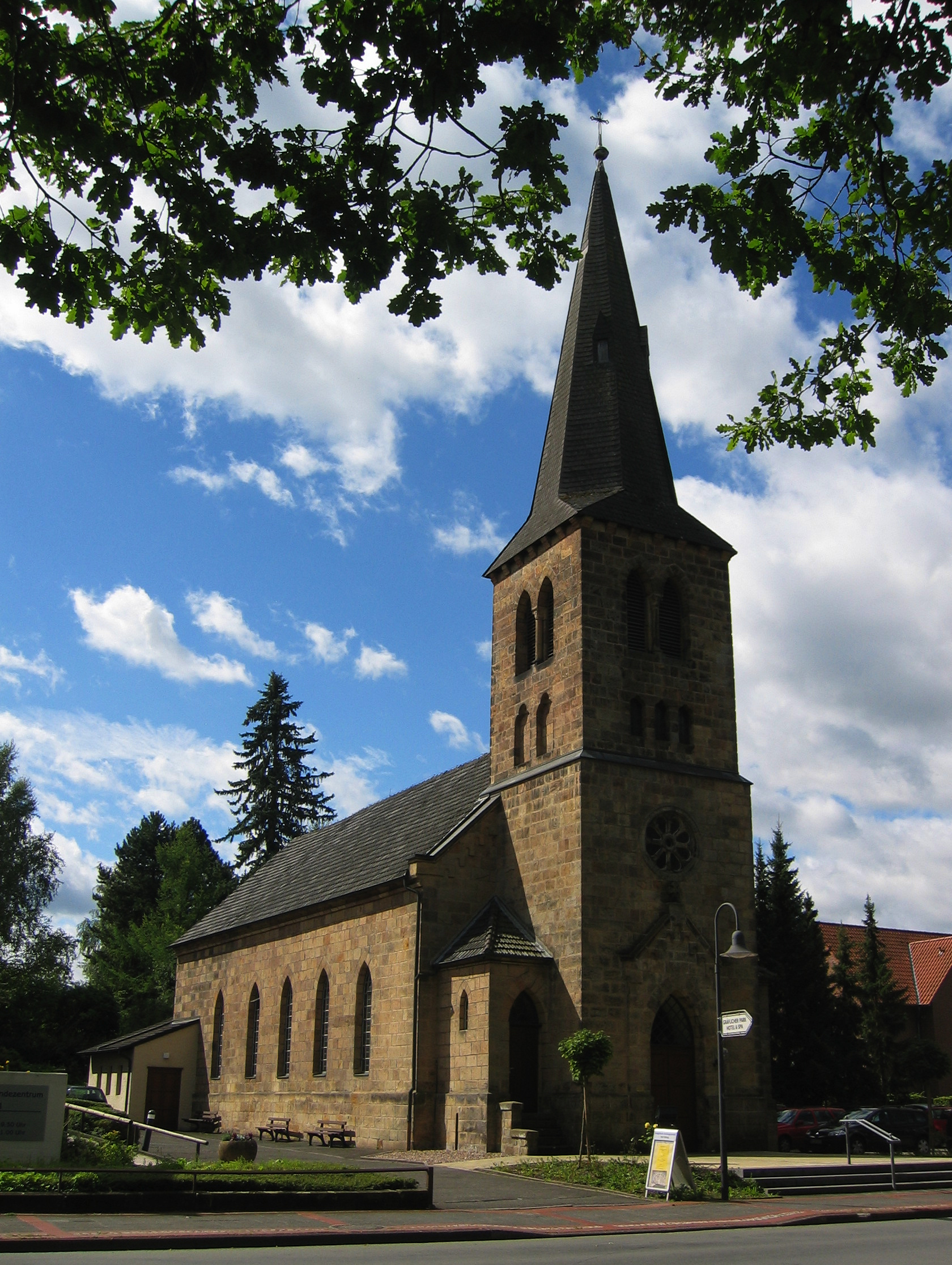
Bad Driburg, Evangelische Kirche am Kurpark

Die Evangelische Kirche, auch Kirche am Kurpark, ist ein evangelischer Kirchenbau in der Stadt Bad Driburg im Kreis Höxter in Westfalen. Sie gehört zum Kirchenkreis Paderborn der Evangelischen Kirche von Westfalen.

## Geschichte
Die Entstehung einer evangelischen Kirchengemeinde in Bad Driburg hängt eng mit der Entwicklung des 1782 durch Kaspar Heinrich von Sierstorpff gegründeten Heilbads Driburg zusammen, der durch seine Ehe mit Charlotte von Vincke, einer Schwester des protestantisch geprägten Oberpräsidenten der Provinz Westfalen, Ludwig von Vincke, den Protestantismus in seinen Besitzungen unterstützte. Evangelische Gottesdienste fanden seit 1830 in der katholisch konsekrierten gräflichen Kapelle am Brunnen statt. Nach dem Tode des Gründers im Jahre 1842 führten dessen Sohn Ernst und seine Gattin Caroline Sophie von Vincke, eine Tochter des Oberpräsidenten, das ehedem staatliche, 1850 privatisierte Heilbad weiter. Durch ihre Unterstützung konnte 1850 die Evangelische Kirchengemeinde Bad Driburg aus der Pfarrei von Brakel gelöst und als selbständige Gemeinde etabliert werden, die zugleich den protestantischen Kurgästen Driburgs dienen sollte. Noch im gleichen Jahr wurde ein Haus gegenüber der Kurparkanlage erworben, das als Pfarrhaus mit Schulraum diente. Auf diesem Grundstück erfolgte 1853 die Grundsteinlegung der evangelischen Kirche, anfangs noch ohne Sakristei und den Turm, der erst 1889 hinzugebaut wurde. Nach 1950 wurde die Kirche um einen Erweiterungsbau mit Sakristeianbau vergrößert.

## Architektur
Die evangelische Kirche bildet mit ihrem Turmbau den point de vue in der Sichtachse der Brunnenallee des Gräflichen Parks Bad Driburg. Der 1854 geweihte Kirchenbau  selbst stellt eine als Sandsteinquaderbau ausgeführte schlichte Saalkirche mit spitzbogigen Fensteröffnungen im Sinne des sogenannten Spitzbogenstils des mittleren 19. Jahrhunderts dar. Der mit einer Kassettendecke geschlossene Kirchenraum wurde nachträglich um einen quadratischen Altarraum erweitert, der sich zum Schiff in einem großen Chorbogen öffnet. Der von einem achtseitigen Pyramidenhelm abgeschlossene Eingangsturm rezipiert mit dem Ädikulaportal, dem darüber liegenden Radfenster und den spitzbogigen Schallarkaden über eingestellter Säule Formen des regionalen romanisch-gotischen Übergangsstils.

## Orgel
Nach Fertigstellung des Kirchenbaus stiftete ein Driburger Kurgast 1856 eine Orgel, die auf der Empore aufgestellt war. 1991 erfolgte durch Fischer & Krämer Orgelbau aus Endingen am Kaiserstuhl ein Orgelneubau im Altarraum der Kirche. Die Orgel besitzt die folgende Disposition:
| I Hauptwerk C–g3 |            |       |
| 1.               | Bourdon    | 16′   |
| 2.               | Principal  | 8′    |
| 3.               | Gedackt    | 8′    |
| 4.               | Octave     | 4′    |
| 5.               | Spitzflöte | 4′    |
| 6.               | Octave     | 2′    |
| 7.               | Larigot    | 1 ⁄3′ |
| 8.               | Mixtur IV  | 1 ⁄3′ |
| 9.               | Trompette  | 8′    |
|                  | Tremolo    |       |

| II Schwellwerk C–g3 |           |        |
| 10.                 | Rohrflöte | 8′     |
| 11.                 | Gambe     | 8′     |
| 12.                 | Principal | 4′     |
| 13.                 | Querflöte | 4′     |
| 14.                 | Nazard    | 2 ⁄3′  |
| 15.                 | Waldflöte | 2′     |
| 16.                 | Terz      | 1 3⁄5′ |
| 17.                 | Mixtur IV | 1′     |
| 18.                 | Cromorne  | 8′     |
|                     | Tremolo   |        |

| Pedal C–f1 |               |     |
| 19.        | Subbass       | 16′ |
| 20.        | Prinzipalbass | 8′  |
| 21.        | Spillflöte    | 8′  |
| 22.        | Choralbass    | 4′  |
| 23.        | Mixtur IV     | 2′  |
| 24.        | Basson        | 16′ |
| 25.        | Chalumeau     | 4′  |

- Koppeln: II/I, I/P, II/P

## Glocken
Bei der Fertigstellung des Turmbaus 1889 erhielt die Kirche ein Geläut von drei Bronzeglocken, die während der Glockenabgabe im Ersten Weltkrieg abgeliefert werden mussten. Als Ersatz wurden 1938 drei Gussstahlglocken des Bochumer Vereins von Rabe Graf v. Oeynhausen-Sierstorpff, der Firma Rommenhöller sowie des Gustav-Adolf-Vereins gestiftet. Ihre Inschriften „Wachet!“, „Stehet im Glauben!“ und „Seid männlich und seid stark!“ sind als programmatische Aussagen im Sinne der Bekennenden Kirche zu verstehen.
| Nr. | Gussjahr | Gießer          | Durchmesser (mm) | Masse (kg) | Nominal (HT-1/16) | Inschriften                                 |
| 1   | 1938     | Bochumer Verein | 1.059            | 460        | fis″              | WACHET! HEBR. 10,23                         |
| 2   | 1938     | Bochumer Verein | 0.891            | 290        | a″                | STEHET IM GLAUBEN! APG 16,31                |
| 3   | 1938     | Bochumer Verein | 0.793            | 205        | d″                | SEID MÄNNLICH UND SEID STARK! 1. TIM. 6,12. |